# 跨语言
跨语言现象（英語：Translingualism）指在多种语言中与多个词语等语言特性相关联的现象；因此“跨语言”可能指“现存于多个语言”，也可能指“于多个语言中同义”，有时会指“（词语）包含于多个语言中”或“生效于多种语言”。跨语言特性指在语言中的跨语言相关现象，例如特定的跨语言特性。跨语言现象提供了一个从看待语言及其关系的不同角度：与认为每种语言都是固定而封闭的观点不同，超语言技能认为每种语言都是流动而开放的，并且讲话者也可以利用时空资源交流。许多跨语言词汇都由国际词汇（例如国际科技词汇）提供。